# Kolumba z Terryglass
Kolumba z Terryglass, również Columba, Colm, Colum (ur. w VI wieku, zm. 552) – jeden z dwunastu apostołów Irlandii, założyciel i opat klasztoru (irl.) Tír-dá-glas (544, Terryglass), współzałożyciel monasteru w Clonenagh, święty Kościoła katolickiego.
Jego wspomnienie liturgiczne obchodzone jest 12 grudnia.